# 산드라 샤리치
산드라 샤리치(크로아티아어: Sandra Šarić, 1984년 5월 8일 ~ )는 크로아티아의 은퇴한 태권도 선수로 2008년 올림픽에서 동메달을 획득했다. 2003년 세계 태권도 선수권 대회에 참가하여 결승꺼지 진출하였지만 2000년 하계 올림픽 금메달리스트 이선희에게 패하며 우승에 실패하였고 은메달을 획득하였다.